# NGC 4058
NGC 4058 في الفهرس العام الجديد، هي مجرة، تقع في كوكبة العذراء. اكتشفت في 24 مارس 1868 بواسطة جورج ماري سيرل.

## روابط خارجية
- NGC 4058 على موقع ويكي سكاي: DSS2, SDSS, GALEX, IRAS, Hydrogen α, X-Ray, Astrophoto, Sky Map, Articles and images